# Nieuwe Tijden (televisieserie)
Nieuwe Tijden is een spin-off van de Nederlandse soapserie Goede tijden, slechte tijden (GTST). Tijdens de zomerstop van GTST in 2016 werden er veertig afleveringen van Nieuwe Tijden uitgezonden door RTL 4, dit duurde tot 26 augustus 2016, waarna Videoland de overige 35 afleveringen van seizoen 1 uitzond. Vanaf 24 februari 2017 zond Videoland het tweede seizoen uit. Op 19 mei 2017 maakte RTL bekend dat het eerste en tweede seizoen vanaf de zomer in dat jaar zou worden uitgezonden door RTL 5. Sinds 22 december 2017 wordt seizoen 3 uitgezonden door Videoland. Kort na het aflopen van seizoen 3 werd bekendgemaakt dat dit het laatste seizoen van Nieuwe Tijden is.

## Productie

### Ontwikkeling
Al enkele zomers had RTL 4 tijdens de zomerstop van Goede tijden, slechte tijden moeite met het vasthouden van de kijkers op het uitzendtijdstip van de soap. Na enkele succesvolle jaren, als herhalingen van de laatste weken, kwamen ze in 2009 met eigen programma's. Ik kom bij je eten (2009-13), laatste jaar herhaling, GTST Quiz (2014) en Wie doet de afwas (2015). In de zomer van 2015 waren de kijkcijfers van de programma's zo laag dat ze in 2016 ingrepen. Er werd eerst gesproken om de serie een jaar lang zonder zomerstop te doen, maar de makers waren toch bang voor een dieptepunt qua kijkcijfers. Daarom werd er een spin-off bedacht, waarbij er meer gekeken werd voor een doelgroep die wel door zou blijven kijken wanneer GTST wel door was blijven uitzenden. Hiermee werd in samenwerking met Videoland Nieuwe Tijden bedacht. De makers wilden meteen een connectie met Goede tijden, slechte tijden, omdat ze van mening zijn dat dit al meer succes heeft. Hierdoor werd Ferry Doedens teruggevraagd, die eerder in het seizoen uit GTST was ontslagen. Ook werden de twee kinderen Amy Kortenaer en Sil Selmhorst opnieuw gecast om mee te spelen en ze verhuisden mee naar de spin-off, nadat ze daarvoor al enkele weken in GTST te zien waren.
Door de seizoenen heen kwamen er meerdere GTST-personages langs. Ook waren er cross-overs tussen beide series, waarbij beide series de verhaallijnen lieten zien.

### Uitzenden
Het eerste seizoen kent 75 afleveringen, waarvan de eerste 40 vanaf 4 juli 2016 elke werkdag werden uitgezonden op RTL 4. De overige 35 afleveringen werden vanaf 26 augustus elke vrijdag per aflevering en later per twee afleveringen op Videoland geplaatst tot en met 10 februari 2017. Vanaf 24 februari tot en met 10 november 2017 zond Videoland het tweede seizoen uit. Vanaf de zomer van 2017 zal het eerste en het tweede seizoen dagelijks uitgezonden worden op RTL 5. Het derde seizoen begint op 22 december met uitzenden via Videoland. Na het aflopen van seizoen 3 werd bekendgemaakt dat dit het laatste seizoen van Nieuwe Tijden is.

### Einde
De meeste kijkers viel al op dat alle acteurs in minder afleveringen te zien waren dan in de seizoenen ervoor. Alle acteurs waren druk bezig met andere werkzaamheden en konden dit niet combineren met een vierde seizoen. Daarom gaf een aantal acteurs aan uit de serie te willen geschreven worden. Omdat dit een aantal boegbeelden van de serie waren, besloten de makers te stoppen met de serie.
Voor de seizoenscliffhanger van seizoen 3 werd toevallig twee versies gemaakt, één met een cliffhanger en één met een happy end. Aanvankelijk zouden Dorian Bindels als Jeroen Schols en Désirée Viola als Fien Poirier aan de vaste cast van het vierde seizoen worden toegevoegd, maar met het het einde van de serie verlieten deze twee de serie. Bindels kreeg hierna een nieuwe rol in Goede tijden, slechte tijden, wat niet bij alle kijkers geaccepteerd werd en voor verwarring zorgde. Vooral omdat het personage van Bindels in een van de laatste afleveringen van Nieuwe Tijden nauw contact had met Lucas Sanders, op dat moment een van de hoofdrolspelers van GTST.
Nadat de serie in augustus 2018 was gestopt maakte het personage Tiffy Koster in december 2018 haar overstap naar Goede tijden, slechte tijden, waar zij sindsdien als een vast personage te zien was.
Ook Wouter Zweers en Jolijn Henneman waren na het einde van Nieuwe Tijden in Goede tijden, slechte tijden te zien. Zweers nam in 2022 tijdelijk de rol van Julian Verduyn over en Jolijn Henneman nam in 2025 de rol van Shanti de Jong over.

## Verhaal
De serie gaat over een groep studenten in een studentenhuis die allemaal bezig zijn met hun eigen leven en het volwassen worden. Het eerste seizoen kende 9 hoofdrollen en werden regelmatig bijgestaan met kleine en grote gastrollen. Ook kwamen Marly van der Velden als Nina Sanders en Caroline De Bruijn als Janine Elschot beide eenmalig langs. Eric Bouwman nam weer tijdelijk de rol van Pelle Schuiten over, een rol die Bouwman al eerder tijdelijk speelde in Goede tijden, slechte tijden. Halverwege seizoen 1 namen hoofdrolspelers Tim Douwsma en Ferry Doedens afscheid van de serie. 
In het tweede seizoen kwamen de nieuwe bewoners Mark (Joël de Tombe) en Elin (Jolijn Henneman) de cast versterken en werd Serge Mensink gepromoveerd van bijrol naar hoofdrol. De rol van Moon van Panhuys werd gerecast door Judith Noyons. Wouter Zweers en Lisa Bor keerden ook niet terug voor het tweede seizoen. Tijdens het tweede seizoen kwam Ridder van Kooten als Loki Dublois, het jongere broertje van Elin, de cast versterken. Noyons verliet halverwege het tweede seizoen de serie nadat zij al eerder was gecast in de serie Vaders en Moeders. Noyons kwam niet terug voor het derde seizoen in verband met haar zwangerschap en hierdoor kwam er voor Vajèn van den Bosch weer plek in het derde seizoen. Ruud Feltkamp kwam als Noud Alberts regelmatig langs en ook Jette van der Meij als Laura Selmhorst kwam eenmalig als stemrol langs in het tweede seizoen. Gonny Gaakeer speelde in beide seizoenen enkele afleveringen de rol van Bernadette van Panhuys, de moeder van Tiffy en Moon. De huisbaas Otto Suffels werd voor enkele afleveringen gespeeld door Henk Poort. 
In het derde seizoen kwamen Casper Nusselder, Tom van Kessel, Nienke Eijkens en Roos Netjes de cast versterken. Hierdoor bestond de cast opeens uit 12 man in plaats van de 8 à 9 uit de voorgaande seizoenen. Hierdoor krijgen de personages ook gemiddeld minder screentijd en zullen ze aanvankelijk in minder afleveringen te zien zijn. Wel kunnen ze de scènes beter opnemen omdat er nu meer tijd voor de scènes is. Vajèn van den Bosch keerde ten slotte weer terug in haar rol als Moon.

### Decors
De serie speelt zich alleen af in het studentenhuis en Spelonk, het café onder het huis. De slaapkamers van Amy, Sil, Tiffy, Karim en Bobby hebben een vaste plek in de serie. Ook de woonkamer en badkamer zijn een vast onderdeel van de serie. Later zullen de kamers worden gewisseld, want vanaf het tweede seizoen is Karims decor van Elin en Bobby's decor van Jan Jaap en later van Loki en zal Sils decor van Mark worden. Vanaf het derde seizoen komt er nieuw decor bij, namelijk het buitenplein, een plekje waar de afvalcontainers en de fietsen van de bewoners staan.

### Cross-over verhaallijnen met GTST
Het programma wordt door dezelfde makers gemaakt als van de soap Goede tijden, slechte tijden. Hierdoor zijn er verschillende verhaallijnen ontstaan die met beide series te maken hebben. Onder andere kwamen de volgende cross-over verhaallijnen voor:
1. De personages Sil Selmhorst en Amy Kortenaer kwamen na een lange tijd terug in de soap. De twee personages groeide steeds meer naar elkaar toe en besloten om samen te gaan studeren in Utrecht. Vanaf het moment dat de twee hun intrek nemen in het Utrechtse studentenhuis, start deze serie.
2. Lucas Sanders doet zich voor als een hetero omdat hij niet durft toe te geven dat hij hiv heeft. Pas nadat zijn ex Pelle Schuiten door Quinn en Tiffy naar Utrecht toe was gehaald om hem te confronteren met zijn leugens, durfde hij dit toe te geven. Na deze verhaallijn keerde Lucas terug in GTST.
3. Noud Alberts is via de dating-app Flekslove met ene Becky aan het chatten. Later blijkt dat dit een valse naam is van Elin, die zich voortdurend bezighoudt met catfishing. Met behulp van Sil weet Noud Elin te confronteren.
4. Voordat Sil naar Utrecht verhuisde, heeft hij een aantal jaar in de gevangenis gezeten voor de moord op Rutger Goedhart. Fleur blijkt de kleindochter van Rutger te zijn en is tot alles in staat om wraak te nemen.
5. Nadat Tiffy Koster haar biologische moeder heeft leren kennen, maakt deze haar wijs dat haar vader al ruime tijd is overleden. Als haar moeder met iemand aan de telefoon haar leugens bespreekt, vangt Jan Jaap op dat haar vader in Meerdijk zou wonen. Als Jan Jaap vrijkomt uit de kliniek gaat hij op onderzoek uit, en haar vader blijkt Anton Bouwhuis te zijn. Hoewel Tiffy in de loop van seizoen 3 ook te weten komt dat Anton haar vader is, heeft ze hem aan het einde van de serie nog niet geconfronteerd. Dit is in december 2018 in moedersoap GTST gebeurd, en sindsdien is Tiffy een vast personage in GTST.

### Seizoenen
| Seizoen | Uitzendingen                        | Afleveringen | Aantal |
| ------- | ----------------------------------- | ------------ | ------ |
| 1       | 4 juli 2016 – 10 februari 2017      | 1 – 75       | 75     |
| 2       | 24 februari 2017 – 10 november 2017 | 76 – 150     | 75     |
| 3       | 22 december 2017 – 31 augustus 2018 | 151 – 225    | 75     |

## Rolverdeling

### Hoofdrollen
| Acteur              | Personage                         | Seizoen | Seizoen | Seizoen | Totaal |
| Acteur              | Personage                         | 1       | 2       | 3       | Totaal |
| ------------------- | --------------------------------- | ------- | ------- | ------- | ------ |
| Cecilia Adorée      | Tiffy Koster                      | 74 afl. | 73 afl. | 64 afl. | 211    |
| Soy Kroon           | Sil Selmhorst                     | 69 afl. | 73 afl. | 60 afl. | 202    |
| Vajèn van den Bosch | Moon van Panhuys                  | 72 afl. |         | 66 afl. | 191    |
| Judith Noyons       | Moon van Panhuys                  |         | 53 afl. |         | 191    |
| Holly Mae Brood     | Amy Kortenaer                     | 73 afl. | 73 afl. | 36 afl. | 182    |
| Olaf Ait Tami       | Karim Zouini                      | 70 afl. | 73 afl. | 35 afl. | 178    |
| Joël de Tombe       | Mark van Amstel                   |         | 70 afl. | 64 afl. | 134    |
| Jolijn Henneman     | Elin Dublois                      |         | 75 afl. | 35 afl. | 110    |
| Ridder van Kooten   | Loki Dublois                      |         | 39 afl. | 62 afl. | 101    |
| Serge Mensink       | Jan Jaap de Vries "Jeroen Schols" | 16 afl. | 43 afl. | 2 afl.  | 89     |
| Dorian Bindels      | Jan Jaap de Vries "Jeroen Schols" |         |         | 28 afl. | 89     |
| Wouter Zweers       | Quinn Streefkerk                  | 75 afl. |         |         | 75     |
| Lisa Bor            | Carlijn Ros                       | 73 afl. |         |         | 73     |
| Casper Nusselder    | Ritz César                        |         |         | 66 afl. | 66     |
| Roos Netjes         | Fleur Jager                       |         |         | 66 afl. | 66     |
| Nienke Eijkens      | Kubus van Sloten                  |         |         | 66 afl. | 66     |
| Tom van Kessel      | Fabian de Leeuw                   |         |         | 60 afl. | 60     |
| Ferry Doedens       | Lucas Sanders                     | 54 afl. | 1 afl.  | 3 afl.  | 58     |
| Tim Douwsma         | Bobby Ros                         | 40 afl. |         |         | 40     |

### Gastrollen
| Acteur                 | Personage              |
| ---------------------- | ---------------------- |
| Jurriaan Bruinier      | Jacques                |
| Joey Ferre             | Orlando                |
| Eric Bouwman           | Pelle Schuiten         |
| Rachida Iaallala       | Mevr. Zouini           |
| Marly van der Velden   | Nina Sanders           |
| Jennifer Welts         | Helbertijn             |
| Caroline De Bruijn     | Janine Elschot         |
| Gonny Gaakeer          | Bernadette van Panhuys |
| Donny Roelvink         | Devano                 |
| Ruud Feltkamp          | Noud Alberts           |
| Jette van der Meij     | Laura Selmhorst        |
| Jasper Demollin        | Pim Swart              |
| Eva van der Post       | Nura                   |
| Henk Poort             | Otto Suffels           |
| Jason de Ridder        | Eduard Suffels         |
| Désirée Viola          | Fien Poirier           |
| Luuk Melisse           | Yamal                  |
| Valentijn Benard       | Peter                  |
| Eva Smid               | Irma                   |
| Marloes van den Heuvel | Charlotte              |
| Maan de Steenwinkel    | Yuna                   |
| Wilbert Gieske         | Robert Alberts         |